# 쁘띠프랑스

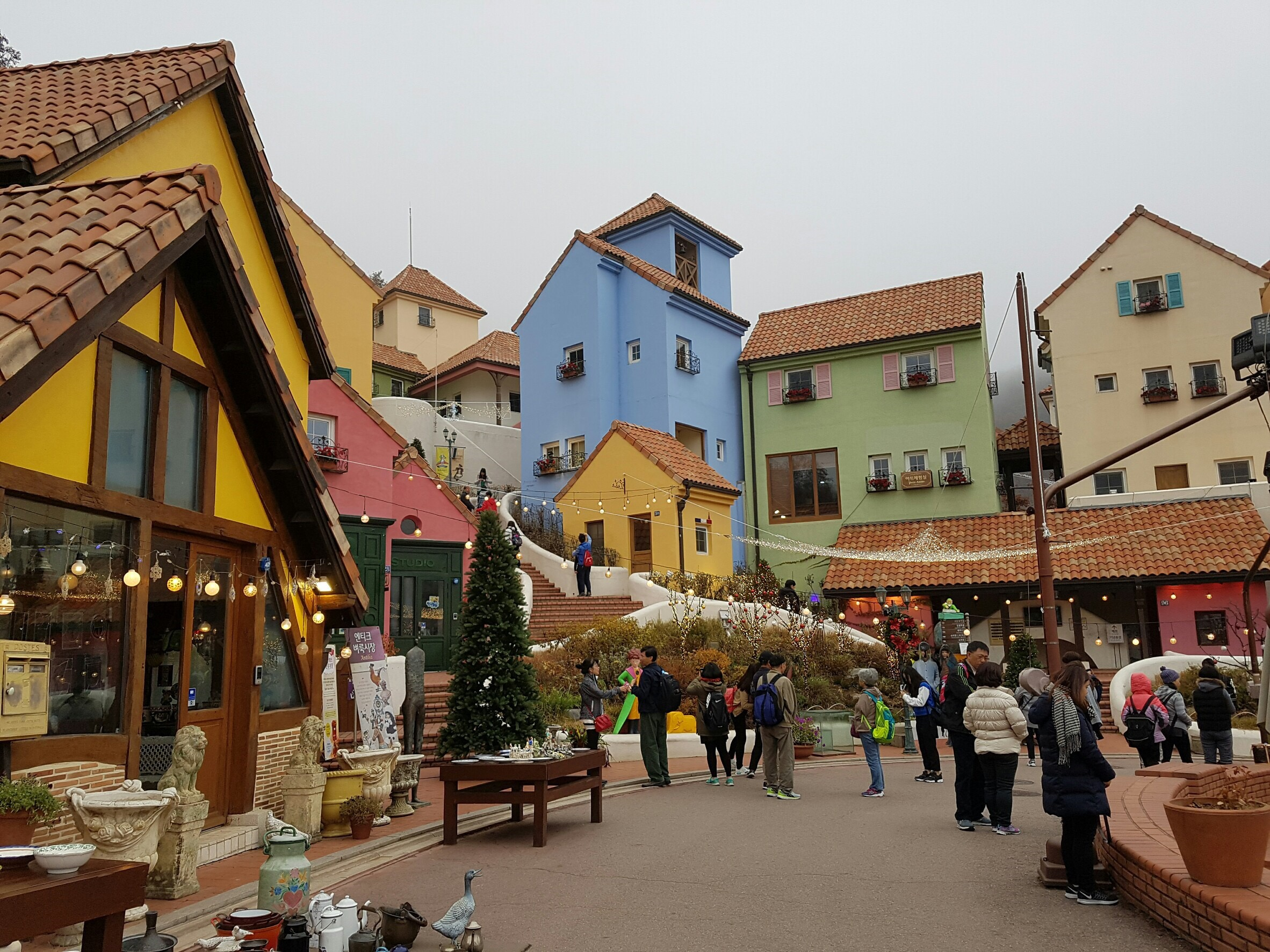

쁘띠프랑스(프랑스어: Petite France)는 2008년 7월 25일 경기도 가평군 청평면 호반로 1063에 조성된 프랑스식 테마공원이다.  소설 어린 왕자를 주제로 한 테마공원, 생텍쥐페리 기념관, 갤러리, 프랑스 주택 전시관, 각종 상점 등으로 구성되어 있으며, 오르골 시연, 손인형극 기뇰, 마법 마임쇼 등 다양한 공연을 하고 있다. 운영 기관은 고성 청소년 수련원이다.

## 운영시간
- 오전 9시 ~ 오후 6시
- 연중무휴

## 입장료
|                       | 입장료  |
| --------------------- | ------- |
| 대인                  | 10000원 |
| 청소년(중, 고등학생)  | 8000원  |
| 소인(36개월~초등학생) | 5,000원 |

- 할인대상
  - 가평군민할인 6,000원 (가평군민 신분증 제시)
  - 경로우대 6,000원 (65세이상 신분증 제시)
  - 장애인 복지할인 6,000원 (복지카드 제시)
  - 국가유공자 6,000원 (신분증 제시)

## 같이 보기
- 서래마을
- 독일마을(Deutsches Dorf)
- 미국마을(American Village)